# Comuna de Bolków
Bolków (polaco: Gmina Bolków) é uma gminy (comuna) na Polónia, na voivodia de Baixa Silésia e no condado de Jaworski.
De acordo com os censos de 2004, a comuna tem 11 088 habitantes, com uma densidade 72,5 hab/km².

## Área
Estende-se por uma área de 152,85 km².

## Demografia
Dados de 30 de Junho 2004 r:
|                      | Total   | Total | Mulheres | Mulheres | Homens  | Homens |
| -------------------- | ------- | ----- | -------- | -------- | ------- | ------ |
|                      | pessoas | %     | pessoas  | %        | pessoas | %      |
| População            | 11 088  | 100   | 5644     | 50,9     | 5444    | 49,1   |
| Densidade (pop./km²) | 72,5    | 100   | 36,9     | 36,9     | 35,6    | 35,6   |

O rendimento médio per capita ascendia a 1216,65 zł.